# 严志弦
严志弦（1905年—1968年），字济宽，男，江苏武进人，中国无机化学家、化学教育家，曾任复旦大学教授。